# Felix Swinstead
Felix Gerald Swinstead (Londres, 25 de junho de 1880 - Southwold, 14 de agosto de 1959) foi um compositor e pianista inglês.
Swinstead foi educado na Royal Academy of Music de Londres, entre 1897 e 1901, onde teve Tobias Matthay e Frederick Corder como seus principais professores. Mais tarde, recebeu bolsas de estudo da Sterndale Bennet e Thalberg. Durante a década de 1902 a 1912, viajou muito dando recitais em Londres e nos Dominions e em 1910 foi nomeado professor de piano na Royal Academy of Music, Londres.
Swinstead publicou muitos trabalhos, principalmente para o piano e diversos com propósitos educativos. Ao mesmo tempo, escreveu um livro sobre tocar piano: Technique with a purpose. A filha de Swinstead escreveu mais tarde algumas memórias sobre o seu pai, que dão uma visão autêntica deste compositor pouco conhecido:
| “ | "O meu pai compunha a maior parte dos seus trabalhos no piano da minha mãe. Ele escrevia os seus manuscritos com uma caneta grossa cor-de-laranja, sentado a uma mesa de jantar imensa e bonita desenhada pelo seu irmão mais novo, Charles, onde se podiam sentar pelo menos 16 convidados. Compor é um trabalho duro e Felix estava constantemente debaixo de grande pressão dos seus editores para escrever mais e mais peças para crianças. Escrever peças orquestrais e outras para espetáculos e concertos era ainda mais trabalhoso, pois todas as partes tinham de ser escritas separadamente se ele queria ouvi-las antes. Toda a vida profissional de Felix foi passada na Royal Academy, desde a sua bolsa até se ter tornado um professor e finalmente até à reforma. Para além de ensinar aí, ele usava os grandes quartos da nossa casa para ensinar, realizar concertos de crianças e saraus musicais de todos os tipos. A vida de Felix em casa tinha também os seus momentos mais ligeiros. Ele gostava muito de relógios e colecionava relógios de todos os tamanhos e condições, desde relógios de bolso e relógios do caminho de ferro para pendurar nas paredes até todo o tipo de mecanismos de relógio a que ele pudesse adicionar um pêndulo e dois pesos. O alegre tic-tac resultante que ressoava em toda a casa não o incomodava minimamente nas suas atividades musicais. Outro passatempo era a carpintaria e ele era aventuroso no que respeitava aos automóveis. Muitas das suas peças de concerto e especialmente a Oh dear what can the matter be? provocavam grandes gargalhadas a qualquer audiência. Conversar e filosofar verbalmente não eram passatempos de Felix. Ele uma vez disse: "Quando as pessoas me perguntam sobre a guerra e outras coisas, eu digo que tudo o que penso está ali na minha música". Nessa altura, ele referia-se à sua linda e lúgubre Ballade, publicada em 1948. Durante a guerra, Felix aceitou o lugar de organista na igreja de St. Matthews, Bayswater, para ajudar. Será sempre pelas peças para crianças que as pessoas se irão lembrar dele com carinho; elas são sempre melodiosas e têm um encanto, com muitos movimentos inesperados e subtis – e todas se tocam facilmente nas mãos de uma criança." | ” |